# Episodi de I signori del rum
La prima ed unica stagione della serie televisiva I signori del rum è stata trasmessa in prima visione sulla CBS dal 25 settembre al 18 dicembre 2007. In Italia la serie è stata trasmessa da Rai Due dal 4 agosto al 1º settembre 2010.
| nº | Titolo originale           | Titolo italiano           | Prima TV USA      | Prima TV Italia   |
| -- | -------------------------- | ------------------------- | ----------------- | ----------------- |
| 1  | Pilot                      | La storia si ripete       | 25 settembre 2007 | 4 agosto 2010     |
| 2  | The Work of a Business Man | La promozione             | 2 ottobre 2007    | 5 agosto 2010     |
| 3  | The Two Alex Vegas         | I due volti di Alex Vega  | 9 ottobre 2007    | 6 agosto 2010     |
| 4  | Family Business            | Affari di famiglia        | 16 ottobre 2007   | 7 agosto 2010     |
| 5  | Brotherhood                | Fedeltà                   | 23 ottobre 2007   | 9 agosto 2010     |
| 6  | A New Legacy               | Una nuova eredità         | 30 ottobre 2007   | 11 agosto 2010    |
| 7  | One Man Is an Island       | Ogni uomo è un'isola      | 6 novembre 2007   | 14 agosto 2010    |
| 8  | All Bets Are Off           | Tutto si rimette in gioco | 13 novembre 2007  | 16 agosto 2010    |
| 9  | The Exile                  | L'esilio                  | 20 novembre 2007  | 18 agosto 2010    |
| 10 | Time Away                  | Pausa di riflessione      | 27 novembre 2007  | 22 agosto 2010    |
| 11 | HurriCane                  | L'uragano                 | 11 dicembre 2007  | 25 agosto 2010    |
| 12 | The Perfect Son            | Il figlio preferito       | 11 dicembre 2007  | 31 agosto 2010    |
| 13 | Open and Shut              | Sono innocente            | 18 dicembre 2007  | 1º settembre 2010 |